# 血友病吧被卖事件
血友病吧被卖事件是2016年发生于百度贴吧上的一起「卖吧」事件。「卖吧」即是百度把某一个吧的吧主撤下（原吧主并无违规现象），然后把吧主的职位转移给另一个已经支付给百度一定金钱的用户，而该新吧主多是教育培训机构、医疗机构、游戏机构等。这个过程也称为「空降吧主」。百度类似因商业推广直接干涉吧务运营的还有舰队Collection吧被卖事件、minecraft吧强行置顶事件等，但影响力远远不及百度血友病吧被卖事件。

## 背景
2016年1月9日，有网友发帖称，百度贴吧的血友病吧被卖，原吧务成员遭撤换，并引入了自称“陕西医大血友病研究院院长刘陕西教授”的“血友病专家”成为新吧主。
1月10日，知乎网友“蚂蚁菜”在知乎发帖，称自己是百度贴吧血友病吧原第二大吧主，但是包括他自己在内的吧务组成员却遭到百度单方面撤换，空降了一个官方吧主。他发现百度贴吧已经将血友病吧经营权卖出，他的原账号已经无法正常发帖。
1月11日新吧主ID“血友病专家”在上任后在吧内发帖，表示自己已经和“多名与血友病相关的专家组成顾问团队，对患者咨询的问题进行准确解答”。他解释了自己之前的删帖行为，并声称自己是受百度公司委托管理贴吧。新吧组成员中“血友病专家”所依靠的顾问团队中的大部分医务人员来自西安某医疗机构，其中有一位来自陕西医大血友病研究院院长的刘陕西教授，曾在2014年4月多次被血友病吧网友举报。

## 经过
知乎网友“ytytytyt”继血友病吧被卖曝光之后,称：「将近40%的热门疾病吧已经被卖，而大多数用户都会通过百度搜索医疗信息甚至完全信任这些信息，除了说厚颜无耻之外我却发现自己真的无能无力。」他表示被卖的贴吧可以被分为野鸡医院承包型（如甲亢吧）、「专家」承包型（如帕金森吧）、广告平台承包型（如腦性麻痺吧）、组团承包型（如灰指甲吧）及网站承包型（如牙齿吧）。
而他亦整理了一份各个贴吧运营权的目前情况，发现目录TOP50吧中被承包的还有不孕不育医院、股骨头坏死吧、癫痫吧、高血压吧、漏斗胸吧等，而這些吧都被野鸡医院、组团、专家等個人和團體承包。

## 处理

### 百度的回应
百度于1月12日对事件做出回应，解除了与医院的商业合同，并撤销事件中新增的吧主。此外，百度还允许原来的管理人员重新管理贴吧，并承诺以后不会将贴吧卖给商业机构。

### 网信办约谈百度
1月15日，国家互联网信息办公室针对百度贴吧存在违法违规信息及商业化运作管理混乱、部分搜索结果有失客观公正、百度新闻炒作渲染暴力恐怖等有害信息的突出问题，约谈了百度公司负责人。百度负责人表示将认真反省公司管理失责问题，并将就“血友病吧”一事再次向网民作出说明，全面整改。

### 百度的再次回应
1月16日百度在官方微博上再次回应“血友病吧”事件，称向大家通报五点阶段性治理进展。声明表示，针对血友病吧的投诉，百度撤换了原吧主，引入非盈利机构“血友之家”担任机构吧主，同时，百度贴吧已经全面停止所有病种类吧的商业合作，只对权威的公益组织开放。

## 后续
百度血友病吧原吧主“蚂蚁菜”被陕西医大血友病研究院院长刘陕西起诉，称“蚂蚁菜”侵犯其名誉权。刘陕西认为，“蚂蚁菜”在网上转发的信息，全面否认了自己1200余例血友病的临床治疗，造成极大伤害。为此，要求“蚂蚁菜”赔礼道歉恢复名誉，并赔偿精神抚慰金1万元。